# Seznam meteorologických sloupů v Česku

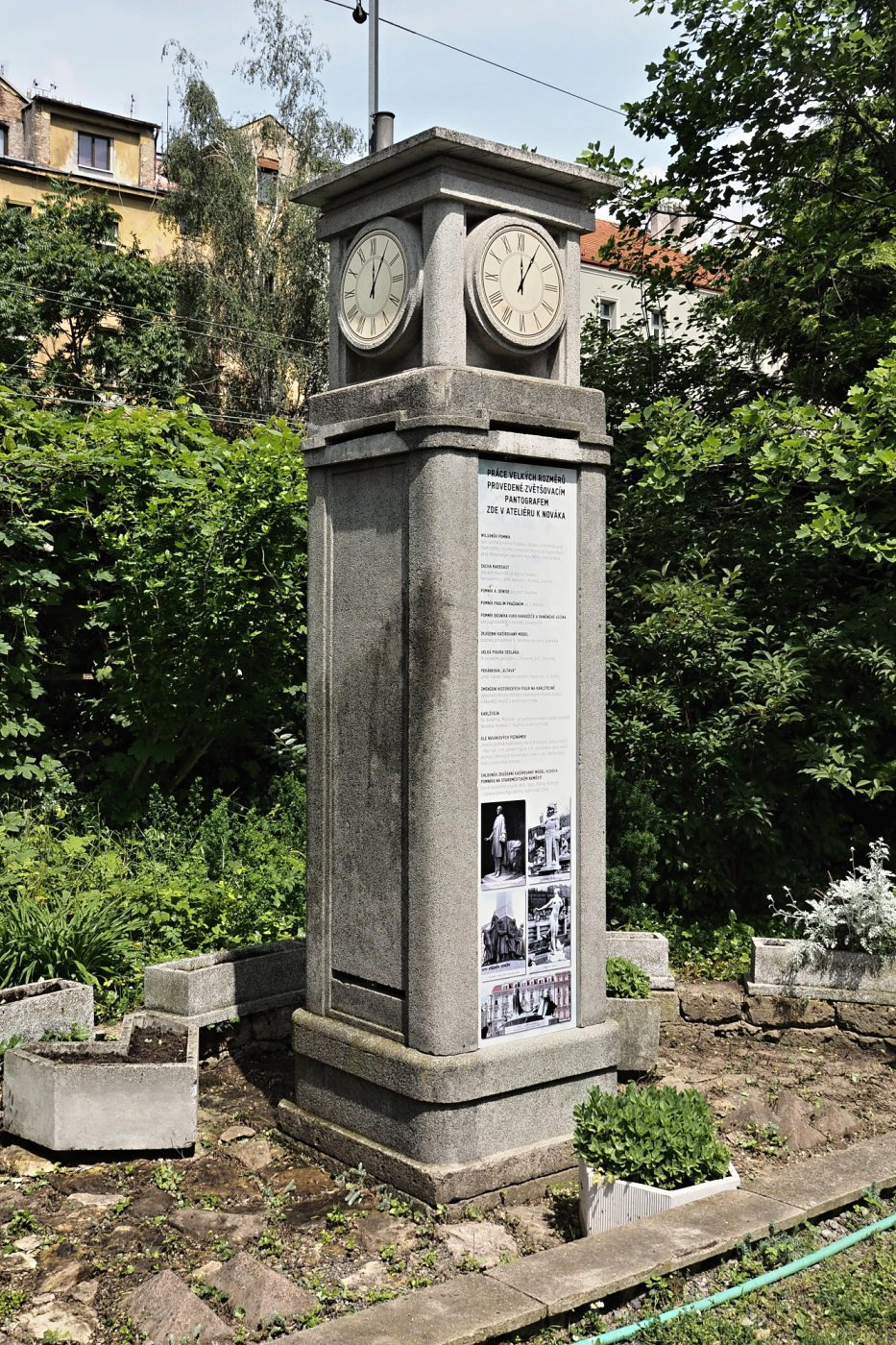
Informační a meteorologický sloup v umělecké zahradě v Praze Nuslích

Seznam meteorologických sloupů je přehled dosud 71 existujících historických a částečně také nově vzniklých objektů drobné architektury s meteorologickými přístroji postavených na území dnešního Česka. Je řazen chronologicky a rozdělen na tři části. První část obsahuje stavby vzniklé před první světovou válkou se začátkem v 2. polovině 19. století. Druhá navazující část přináší přehled historických meteorologických sloupů postavených zejména v meziválečném období, ale zahrnuje také ojedinělé stavby patřící i do éry budování socialismu v Československu. Právě období meziválečné, včetně konce rakousko-uherské monarchie, znamená éru největšího zájmu o tyto okrasné povětrnostní stanice. Poslední tabulka ukazuje seznam nově vzniklých meteorologických sloupů v Česku po roce 1990 a prezentuje tím nekončící zájem o tyto objekty, který však již nesleduje jejich informační, ale převážně kulturně-společenský význam.
Kromě informací o umístění (obec, místo, souřadnice), vzhledu (standardizovaný čelní pohled na objekt) a vzniku (letopočet) meteorologických sloupů, ukazují seznamy také jejich památkovou ochranu. Přestože jsou jednotlivé seznamy řazeny podle období vzniku sloupů (od nejstarších), umožňují řazení podle abecedy. Toho lze využít zejména při hledání objektů podle názvu obce. Uvedené přehledy meteorologických sloupů nejsou konečné a neobsahují objekty zaniklé, kterých je na území Česka známo kolem padesáti.
Seznam meteorologických sloupů navazuje na článek Meteorologický sloup, který popisuje historii, účel a přístrojové vybavení těchto zdobných meteorologických stanic umístěných ve veřejném prostoru.

## Stavby z let 1860 až 1918
| č. | Sídelní útvar                           | Fotografie | Poloha                                                                         | Památková ochrana                                                     | Vznik | Popis |
| -- | --------------------------------------- | ---------- | ------------------------------------------------------------------------------ | --------------------------------------------------------------------- | ----- | --- |
| 1  | Teplice (1) (Q78796194)                 |            | Sady Čs. armády, Šanovský park 50°38′30″ s. š., 13°50′21″ v. d.                |                                                                       | 1860* | Pravděpodobně nejstarší kamenný meteorologický sloup na území Čech, Moravy a Slezska. Vznikl někdy po roce 1860 v teplickém Šanovském parku (Sady Čs. armády). Objekt není vybaven meteorologickými přístroji. |
| 2  | Františkovy Lázně                       |            | ul. Jiráskova, na začátku Isabeliny promenády 50°7′3″ s. š., 12°21′7″ v. d.    |                                                                       | 1882  | Nejnavštěvovanější funkční meteorologický sloup v Česku. Pískovcový a ornamentálně zdobený meteorologický sloup byl zřízen v roce 1882 a 15. května téhož roku byl předán veřejnosti. Byl to jeden z prvních počinů místního Zkrášlovacího spolku ve Františkových Lázních. Umístění sloupu není původní, před výstavbou kolonády na počátku 20. století asi do roku 1911 stál zhruba 60 metrů jihozápadně od stávajícího místa mezi objekty č.p. 16 a dnešním objektem Plynových lázní. Objekt je opatřen systémem vnitřních průduchů a je významným veřejným informačním místem. Jedná se o nejstarší dochovaný sloup s meteorologickými přístroji v České republice. |
| 3  | Krnov (Q94440190)                       |            | Smetanovy sady, parc. 56, Pod Bezručovým vrchem 50°5′29″ s. š., 17°42′0″ v. d. | Kulturní památka rejst. č. ÚSKP 102196, chráněno:od 21. 2. 2007       | 1890  | Nejstarší sériově vyrobený meteorologický sloup, který je k vidění v České republice. Pochází z produkce firmy Wilhelma Lambrechta z Göttingenu. V jeho výrobním programu nesl modelové označení „Tourist“. Sloup byl umístěn v roce 1890 v prostoru hlavní aleje promenádního krnovského parku poblíž pomníku císaře Josefa II. (dnes pomník Bedřicha Smetany). Původní meteorologické přístroje se nedochovaly. |
| 4  | Lázně Libverda                          |            | u kolonády v centru 50°53′24″ s. š., 15°11′23″ v. d.                           |                                                                       | 1890  | Dřevěný meteorologický sloup z roku 1890 je situován v přímém centru lázeňské části obce Lázně Libverda. Zajímavostí jsou parková svítidla veřejného osvětlení jako součást objektu. Ty původní se nedochovaly, ale po poslední rekonstrukci v roce 2018 jsou závěsná zdobná ramena meteorologického sloupu opět opatřena osvětlením. |
| 5  | Mariánské Lázně                         |            | v parku u kolonády 49°58′34″ s. š., 12°42′23″ v. d.                            |                                                                       | 1895* | Litinový a v renesančním slohu vyhotovený meteorologický sloup na atypickém trojúhelníkovém půdorysu se nachází poblíž kolonády asi šedesát metrů od světoznámé „Zpívající fontány“. V 90. letech 19. století ho dodala známá firma H. Kappeller z Vídně. |
| 6  | Lázně Jeseník                           |            | pod Priessnitzovým sanatoriem 50°14′27″ s. š., 17°11′18″ v. d.                 |                                                                       | 1895* | Sériově vyrobený meteorologický sloup. Okrašlovacím spolkem Jeseník byl umístěn kolem roku 1895 v prostoru pod Priessnitzovým sanatoriem na začátku promenády tehdy před „Velkým prkenným domem“. Jedná se o jediný dochovaný model „raně renesanční“ z dílny H. Kappellera v České republice. Zajímavým doplňkem objektu je větrná růžice se dvěma červenými růžičkami. |
| 7  | Liberec (1) (Q37459078)                 |            | nám. Dr. Edvarda Beneše, Staré Město 50°46′12″ s. š., 15°3′31″ v. d.           | Kulturní památka rejst. č. ÚSKP 43961/5-5245, chráněno:od 3. 5. 1958  | 1898  | Vzácný meteorologický sloup se stále funkčními původními přístroji. Tento meteorologický sloup v Liberci byl sériově vyrobený v historizujícím neorenesančním stylu. Postaven byl z podnětu místního Jizersko-ještědského horského spolku v roce 1898 při zadním průčelí radnice obráceném k divadlu. Jedná se o jediný dochovaný model „Hortensia“ z dílny W. Lambrechta z Göttingenu v České republice. Hlavním přístrojovým lákadlem je stále původní a pečlivě rekonstruovaný tzv. Lambrechtův povětrnostní telegraf k určování předpovědi počasí a Lambrechtův polymetr.                                                                                           |
| 8  | Plzeň                                   |            | Kopeckého sady, před Měšťanskou besedou 49°44′41″ s. š., 13°22′37″ v. d.       |                                                                       | 1900  | Secesní meteorologický sloup v Kopeckého sadech před Měšťanskou besedou. Postaven byl v roce 1900 v místě bývalých hradeb ohraničujících středověké město. Svým provedením odkazuje na strojírenskou tradici Plzně. |
| 9  | Teplice (2) (Q78788524)                 |            | U Císařských lázní 50°38′23″ s. š., 13°49′46″ v. d.                            |                                                                       | 1903* | Model Sanitas sériově vyráběného meteorologického sloupu W. Lambrechta z Göttingenu. V lázeňském parku poblíž Císařských lázní byl postaven kolem roku 1903. Jedná se o jediný exemplář modelu Sanitas v České republice. |
| 10 | Prostějov                               |            | Vojáčkovo náměstí 49°28′24″ s. š., 17°6′57″ v. d.                              |                                                                       | 1906  | Sériově vyrobený litinový meteorologický sloup z roku 1906, který byl původně umístěn před vyšší školou reálnou v blízkosti židovské synagogy na dnešním náměstí Edmunda Husserla, respektive na náměstí Svatopluka Čecha. Od roku 1936 objekt stojí na okraji Vojáčkova náměstí (dříve Smetanovo a také Jungmannovo). Později byl doplněn přístřeškem a pro svoji podobu se mu začalo říkat „hříbeček“. Tento meteorologický altánek vystavuje mj. historický aneroid (tlakoměr) s dvojitou a nastavitelnou stupnicí. |
| 11 | Praha – na Výtoni                       |            | Rašínovo nábřeží 50°4′5″ s. š., 14°24′53″ v. d.                                |                                                                       | 1907  | Limnigraf na Výtoni je secesní stavba na pražském Rašínově nábřeží, nedaleko vyšehradského železničního mostu, naproti Podskalské celnici. Je čtvercového půdorysu a připomíná gloriet. V objektu je umístěn limnigraf – přístroj sloužící k odčítání a zaznamenávání výšky hladiny Vltavy. V době vzniku v roce 1907 obsahoval i meteorologické přístroje a byl nazýván vodoměrný a meteorologický domek na Výtoni. |
| 12 | Miletín (Q37820404)                     |            | náměstí K. J. Erbena 50°24′14″ s. š., 15°40′57″ v. d.                          | Kulturní památka rejst. č. ÚSKP 10463/6-5564, chráněno:od 10. 6. 1992 | 1907  | Pískovcový secesní meteorologický sloup byl zřízen okrašlovacím spolkem na místě původního pranýře v roce 1907. Dominantou horní části sloupu jsou čtyři plastiky dívčích hlav. Stavba na náměstí K. J. Erbena je kulturní památkou. |
| 13 | Lázně Bělohrad                          |            | náměstí K. V. Raise 50°25′46″ s. š., 15°34′58″ v. d.                           |                                                                       | 1907  | Pískovcový meteorologický sloup byl zřízen Okrašlovacím spolkem pro Lázně Bělohrad a okolí v roce 1907 na náměstí K. V. Raise. Název sloupu je Kadavý podle legendy o nádeníkovi Kadavém. Objekt má v základech listinu se vzkazem příštím generacím a zajímavostí je, že stojí již na třetím místě. |
| 14 | Tábor (Q62006947)                       |            | Senovážné náměstí 49°24′46″ s. š., 14°39′57″ v. d.                             | Kulturní památka rejst. č. ÚSKP 80913/3-4650, chráněno:od 3. 5. 1958  | 1908  | Velkolepý secesní meteorologický sloup (nazývaný Meteor). Sloup nechal zhotovit z hořického pískovce táborský Klub českých turistů v roce 1908 původně před tehdejší Hospodářskou akademií. Vznikl podle návrhu táborského rodáka profesora Václava Suchomela nákladem 1062 K. Hlavy na sloupu znázorňují slunečno, zamračeno, vítr a déšť. Byl dvakrát přemístěn, v letech 1935 a 2014. Stavba je kulturní památkou a v současnosti je umístěna na náměstí Františka Křižíka. |
| 15 | Vrchlabí                                |            | Krkonošská ul., před domem čp. 163 50°37′36″ s. š., 15°36′42″ v. d.            |                                                                       | 1909  | Model Tourist sériově vyráběného meteorologického sloupu W. Lambrechta z Göttingenu. Sloup byl umístěn v roce 1909 na hlavní ulici (ul. Krkonošská). O poslední celkovou a velmi zdařilou rekonstrukci se postaraly Služby města Vrchlabí v roce 2013. Za zmínku stojí jeho přístrojové vybavení, zejména léta udržované registrační přístroje a unikátní Lambrechtův povětrnostní telegraf. Jedná se o jeden z mála dochovaných a funkčních meteorologických sloupů z produkce fy W. Lambrecht z Göttingenu v České republice. |
| 16 | Jaroměř (Q37305497)                     |            | nám. Československé armády 50°21′20″ s. š., 15°55′7″ v. d.                     | Kulturní památka rejst. č. ÚSKP 35791/6-1643, chráněno:od 3. 5. 1958  | 1909  | Secesní pískovcový meteorologický sloup z roku 1909 na náměstí Československé armády. Stavba je bohatě ozdobena, např. na vrcholu sochou anděla se stylizovanou zeměkoulí a u paty plastiky žab. Stavba je kulturní památkou. |
| 17 | Hranice (1)                             |            | za mostem přes Bečvu 49°32′40″ s. š., 17°43′52″ v. d.                          |                                                                       | 1909  | Meteorologický sloup („meteorologická stanice žába“) u mostu přes řeku Bečvu jako součást městského parku (Sady Čsl. Legií). Drobná stavba s meteorologickou stanicí vznikla v roce 1909 a od roku 1995 je nemovitou kulturní památkou. |
| 18 | Třebechovice pod Orebem (Q66219976)     |            | Masarykovo nám. 50°12′4″ s. š., 15°59′35″ v. d.                                |                                                                       | 1909  | Meteorologický sloup zřízený místním okrašlovacím spolkem na místním náměstí v roce 1909. V roce 1968 byl přemístěn na současné stanoviště. Vystavuje mj. unikátní kapalinový tlakoměr podle Torricelliho. |
| 19 | Praha – Na Františku                    |            | Dvořákovo nábřeží 50°5′36″ s. š., 14°25′24″ v. d.                              |                                                                       | 1912  | Limnigraf Na Františku je secesní stavba na pražském Dvořákově nábřeží nedaleko Anežského kláštera. V objektu je umístěn limnigraf – přístroj sloužící k odčítání a zaznamenávání výšky hladiny Vltavy. V době vzniku v roce 1912 obsahoval i meteorologické přístroje a byl nazýván vodoměrný a meteorologický domek Na Františku. |
| 20 | Hradec Králové                          |            | Velké náměstí, před Novým Adalbertinem 50°12′33″ s. š., 15°50′ v. d.           |                                                                       | 1913  | Meteorologický sloup postavený před jesuitskou kolejí na Velkém náměstí v roce 1913 (před Novým Adalbertinem). Objekt zdobí kovaná mříž a ve spodní části znamení zvěrokruhu, která jsou vyhotovena kovářskými technologiemi. |
| 21 | Opava, meteorologický sloup (Opava) (1) |            | Dvořákovy sady 49°56′14″ s. š., 17°53′57″ v. d.                                | Kulturní památka rejst. č. ÚSKP 36407/8-2533, chráněno:od 3. 5. 1958  | 1913  | Originální meteorologický sloup v Dvořákových sadech. Objekt původně od roku 1913 zhruba do roku 1930 stál v parku před budovu městské spořitelny na Náměstí Františka Josefa (Náměstí Republiky). Pojetí objektu dominuje figurka žabky na vrcholu malé kupole pokryté vegetabilním dekorem napodobující listy jírovce a alegorie čtyř ročních období. Meteorologický kiosek je často nazývaný „barometr žabka“. Původní meteorologické přístroje nebyly zachovány. |
| 22 | Praha – Masarykovo nádraží.             |            | Havlíčkova ulice 50°5′15″ s. š., 14°25′58″ v. d.                               |                                                                       | 1913* | Sloup z umělého kamene postavený někdy kolem roku 1913 u Masarykova nádraží. Objekt byl rekonstruován v roce 2020 a slavnostně odhalen 4. února 2021. Od té doby vystavuje trojici meteorologických přístrojů, troje hodiny (vše podsvícené) a informační text s fotografiemi o historii objektu a dalších meteorologických sloupů v ČR. Vzhledově stejný meteorologický sloup byl v roce 2019 obnoven a předán veřejnosti v Praze 6 a je k vidění na okraji Vítězného náměstí v ulici Buzulucká. |
| 23 | Praha – Vítězné nám. (Q104875078)       |            | ul. Buzulucká 50°5′59″ s. š., 14°23′40″ v. d.                                  |                                                                       | 1913* | V roce 2019 obnovený meteorologický sloup z umělého kamene stojí na okraji Vítězného náměstí v Praze 6 v ulici Buzulucká. Rekonstrukci po mnoho let zapomenutého objektu zajistila nezisková organizace Czech National Trust. Ve vitríně jsou umístěny repliky dobových meteorologických přístrojů a informace o historii těchto objektů v ČR. |
| 24 | Přelouč                                 |            | Masarykovo náměstí 50°2′22″ s. š., 15°33′36″ v. d.                             |                                                                       | 1914  | Vzhledově jednoduchý meteorologický sloup před budovou základní školy na Masarykově náměstí. Postaven byl v roce 1914 z popudu místního okrašlovacího spolku. Od června 2016 je měřicí stanice sloupu vybavena rekonstruovaným původním Lambrechtovým tlakoměrem a neméně cenným historickým barografem. |
| 25 | Kamenný Újezd (Q98715531)               |            | ul. Budějovická 48°53′54″ s. š., 14°26′48″ v. d.                               |                                                                       |       | Nevelký meteorologický sloup umístěný na rohu obecního úřadu. Vznikl před rokem 1920. V minulosti byl dvakrát přemístěn (v roce 1923 a 1952). |

## Stavby z let 1919 až 1989
| č. | Sídelní útvar                   | Fotografie | Poloha                                                                                | Vznik | Popis |
| -- | ------------------------------- | ---------- | ------------------------------------------------------------------------------------- | ----- | --- |
| 26 | Šumperk                         |            | Jiráskovy sady 49°58′4″ s. š., 16°58′30″ v. d.                                        | 1922* | Kolem roku 1922 z umělého kamene postavený romantický meteorologický altánek, jehož stavba se dochovala bez měřicích přístrojů dodnes. Stavba je kulturní památka s rejst. č. ÚSKP 11265/9-32. |
| 27 | Bohumín                         |            | náměstí T. G. Masaryka 49°54′14″ s. š., 18°21′27″ v. d.                               | 1922* | Historický meteorologický sloup patří mezi technické unikáty Karvinska. Stojí na náměstí T. G. Masaryka u městského úřadu, kousek od katolického kostela Božského Srdce Páně. Vznikl z iniciativa okrašlovacího spolku kolem roku 1922. Tento zděný a omítaný pylonový objekt byl společně s budovou radnice prohlášen za kulturní památku s rejst. č. ÚSKP 102853. Meteorologický sloup se v roce 2008 dočkal celkové rekonstrukce, dostal nové meteorologické přístroje i informativní tabulky. |
| 28 | Vlčkovice                       |            | na návsi 50°11′10″ s. š., 15°45′12″ v. d.                                             | 1923  | Historický meteorologický sloup s pozapomenutou historií. O jeho vznik se v obci Vlčkovice (nyní součástí obce Praskačka) na začátku dvacátých let 20. století zasloužil zejména místní dorost agrárníků. Na našem území už není menší obce, v které by se dochoval meteorologický sloup. Objekt byl v letech 2020 až 2021 pečlivě rekonstruován, doplněn o chybějící centrální meteorologickou skříňku s přístroji a větrnou korouhev. Pro někoho domnělá kaplička dostala po letech opět svoji původní podobu a funkci meteorologického sloupu. |
| 29 | Písek                           |            | Palackého sady 49°18′34″ s. š., 14°8′57″ v. d.                                        | 1923  | Historický meteorologický sloup v Palackého sadech stojí z iniciativy Klubu českých turistů od roku 1923. Po povodni v srpnu 2002 musel být přemístěn blíž k hlavní cestě parku. Sloup v současnosti přináší informace o unikátním systému značení turistických tras KČT, meteorologické přístroje neobsahuje. |
| 30 | Probluz                         |            | na návsi 50°14′43″ s. š., 15°42′56″ v. d.                                             | 1924  | Historický meteorologický sloup byl postaven na návsi pod kostelem Všech svatých v blízkosti sochy Panny Marie v roce 1924. Kamennou omítanou stavba zdobí raritní větroměr s výkyvnou deskou umístěný na její střeše. Jiné meteorologické přístroje neobsahuje. |
| 31 | Liberec (2) (Q107161425)        |            | Lidové sady 50°46′40″ s. š., 15°4′53″ v. d.                                           | 1924  | Meteorologický sloup železobetonové robustní konstrukce stojí od roku 1924 v jednom z nejstarších center kulturního a společenského života Liberečanů v Lidových sadech (v ideálním výchozím místě na horské túry či procházky po okolí). O jeho záchranu se kolem roku 2001 postaral liberecký badatel M. Řeháček. V současnosti meteorologické přístroje neobsahuje. |
| 32 | Smržovka                        |            | Husova a Kostelní ul., u mostu přes Smržovský potok 50°44′20″ s. š., 15°14′44″ v. d.  | 1924  | Historický meteorologický sloup sériově vyrobený firmou W. Lambrechta z Göttingenu jako model Tourist, nebo Publica. Sloup byl umístěn díky smržovskému horskému spolku v roce 1924 u mostu přes Smržovský potok v blízkosti dříve Starého náměstí a nyní náměstí T. G. Masaryka. Říkalo se mu „domeček na počasí“ a také jen „počasíčko“. Zajímavostí je, že v sedmdesátých letech 20. století v této městské meteostanici vyvěšoval své předpovědi počasí amatérský meteorolog František Šroll, vynálezce gravimeteoru. Objekt je i v současnosti vybaven meteorologickými přístroji.                                                                                                |
| 33 | České Budějovice (Q57437235)    |            | Senovážné náměstí 48°58′24″ s. š., 14°28′41″ v. d.                                    | 1925  | Historický meteorologický sloup s uměleckou výzdobou u budovy hlavní pošty v malém parčíku na kraji Senovážného náměstí byl postaven v roce 1925 péčí okrašlovacího spolku a díky sbírce. Kamenný sloup projektoval a zrealizoval sochař Jan Vítězslav Dušek z Tábora. Objekt je ozdoben čtyřmi propletenými dětmi vyjadřujícími čtyři roční období. V jeho okénku i dnes naleznete meteorologické informace. U paty sloupu je povodňová značka ukazující výšku vody 3. září 1888. |
| 34 | Znojmo                          |            | náměstí Komenského 48°51′23″ s. š., 16°3′7″ v. d.                                     | 1925  | Historický meteorologický altánek na předělu horní a dolní části městského parku. Byl postaven v roce 1925 znojemským stavitelem Hynkem Smejkalem před vstupem do historické části města. V minulosti byl užíván pro výzkumné účely a jako patrně jediný meteorologický altánek na našem území sloužil pro měření městského klimatu a k pravidelným meteorologickým měřením. Z té doby se dochovaly cenné záznamy měřených meteorologických prvků. V roce 2005 prošel altánek celkovou rekonstrukcí a byl vybaven elektronickými snímači a velkými zobrazovači meteorologických prvků.                                                                                                 |
| 34 | Vsetín (1)                      |            | ul. Mostecká, před sokolovnou 49°20′22″ s. š., 17°59′28″ v. d.                        | 1925  | Historický meteorologický sloup podle projekt Jana Maňase ve stylu art deco z roku 1925 byl původně umístěný na vsetínském Dolním náměstí. Po válce se na dlouhou dobu dostal do péče vsetínské hvězdárny a pravidelně se v jeho vitrínách objevovaly měsíční přehledy počasí a různé zprávy z hvězdárny. V roce 2002 byl z důvodu rekonstrukce náměstí ze svého stanoviště odstraněn. Po pěti letech (v roce 2007) jeho místo na náměstí zaujalo nové umělecké dílo „Planetka“ od vsetínského sochaře M. Machaly. Historická stavba se nakonec dočkala komplexní opravy a dalšího umístění před vsetínskou sokolovnou. V roce 2018 byl představen veřejnosti po celkové rekonstrukci. |
| 36 | Frymburk (Q80456835)            |            | u bývalé školy v č.p. 36 48°39′35″ s. š., 14°9′55″ v. d.                              | 1925  | Historický meteorologický sloup z umělého kamene a s uměleckou výzdobou (bizarní postavičkou sedícího klučíka). Drobná stavba z roku 1925 je nejvýše dochovaný meteorologický sloup na našem území (730 m n. m.). Vystavuje běžné meteorologické přístroje. |
| 37 | Hranice (2)                     |            | ul. Československé armády 49°33′2″ s. š., 17°43′23″ v. d.                             | 1925  | Torzo meteorologického sloupu (bez skříňky na přístroje) v Kasárnách gen. Zahálky. Původní meteorologický sloup byl postaven na nádvoří areálu tehdy vojenské akademie v Hranicích kolem roku 1925. |
| 38 | Jičín                           |            | Valdštejnovo náměstí 50°26′13″ s. š., 15°21′5″ v. d.                                  | 1926  | Historický meteorologický sloup z umělého kamene jako součást původní Korunovační kašny na jičínském Valdštejnově náměstí. Vznikl v roce 1926 z popudu a financování Obecní spořitelny jičínské a podle návrhu městského architekta Ing. Čeňka Musila na místě původní městské studny pod klenbou malého empírového chrámu. Z meteorologických přístrojů je zastoupen jen obyčejný teploměr. Jako celek (Korunovační kašna) je kulturní památkou rejst. č. ÚSKP 31408/6-1075. Chráněno:od 3. 5. 1958. |
| 39 | Nový Jičín (Q105898722)         |            | Smetanovy sady 49°35′23″ s. š., 18°0′37″ v. d.                                        | 1927  | Historický meteorologický sloup ve Smetanových sadech. Objekt byl zřízen okrašlovacím spolkem v roce 1927 a hned se stal významným ozdobným prvkem nově založeného parku. Provedení objektu je z mramoru s bohatými vlysy a s měděným zastřešením. Oceňovaná je kamenická a sochařská výzdoba s vyobrazením dvanácti znamení zvěrokruhu a alegoriemi ročních období. Od roku 2010 je vybaven novými analogovými meteorologickými přístroji i elektronickými snímači. |
| 40 | Březnice                        |            | na náměstí 49°33′27″ s. š., 13°57′2″ v. d. 49°33′26″ s. š., 13°57′3″ v. d.            | 1927  | Dvojice konstrukčně totožných historických meteorologických sloupů z roku 1927. Při celkové rekonstrukci náměstí v roce 1937 byly objekty přemístěny tak, aby byla zvýrazněna osa radnice. Meteorologické přístroje jsou k dispozici. |
| 41 | Horní Maršov                    |            | Bertholdovo nám., u mostu 50°39′39″ s. š., 15°49′11″ v. d.                            | 1928  | Historický meteorologický sloup z roku 1928 stojící u mostu přes Úpu na Bertholdově náměstí. Jeho pozoruhodností je, že do jehlancovité zdobené stříšky je vsazena polygonální stylizovaná zvonička zakončená cibulovou bání připomínající vrchol věže pravoslavného kostela. Meteorologické přístroje jsou klasické novodobé. |
| 42 | Varnsdorf                       |            | ul. Národní, v parku 50°54′34″ s. š., 14°37′18″ v. d.                                 |       | Nejseverněji umístěný historický meteorologický sloup v ČR. Nachází se v parčíku u ulice Národní (v blízkosti hypermarketu Albert) a poskytuje základní informací o počasí a slouží jako okrasný prvek parku. Sloup byl postaven před rokem 1930. |
| 43 | Hrádek nad Nisou                |            | u vstupu do městského parku 50°51′7″ s. š., 14°50′43″ v. d.                           | 1928  | Historický meteorologický sloup umístěný v roce 1928 při vstupu do městského parku. Objekt kulatého profilu vybudovala hrádecká sekce Německého horského spolku pro Ještědské a Jizerské hory. Po rekonstrukci v roce 2003 sloup opět vystavuje funkční meteorologické přístroje. |
| 44 | Opava (2)                       |            | ul. Purkyňova 49°55′49″ s. š., 17°52′53″ v. d.                                        | 1930  | Meteorologický sloup od roku 1930 stojící ve školním parku Vyšší rolnické školy (nynější Masarykovy střední školy zemědělské a Vyšší odborné školy Opava) na okraji města. Objekt sloužil při praktické výuce žáků, kteří se meteorologii učili v prvním ročníku. |
| 45 | Chrastava (Q104974613)          |            | ul. Soudní 50°49′ s. š., 14°58′4″ v. d.                                               | 1932  | Funkcionalistický povětrnostní sloup v Chrastavě byl vybudován z umělého kamene německým Horským spolkem pro Ještěd a Jizerské hory v roce 1932. Podobný se nachází v blízkém Hrádku nad Nisou. |
| 46 | Svoboda nad Úpou (Q108745099)   |            | ul. 5. května, na středovém ostrůvku 50°37′26″ s. š., 15°49′0″ v. d.                  | 1933  | Od roku 1933 se na středovém ostrůvku křížení ulic 5. května a Luční („Malém náměstí“) nachází čtyřboký meteorologický sloup se špičatou plechovou stříškou. Vznikl podle projektu místní stavební kanceláře Fischer a Hollmann. O sloup se už od roku 1965 dobrovolně stará místní občan Josef Čermák. |
| 47 | Králíky                         |            | Velké náměstí 50°5′3″ s. š., 16°45′35″ v. d.                                          | 1933  | Šestiboký meteorologický sloup byl na Velkém náměstí zřízen v roce 1933. Poeticky se mu tehdy říkalo povětrnostní domeček. Někdy kolem roku 1968 byl na 25 let odsunut mimo zraky veřejnosti, než se ho ujali členové králického Jacht-klubu. Od roku 1997 je sloup opět vybaven meteorologickými přístroji. |
| 48 | Kostelec nad Orlicí (Q66219937) |            | Palackého náměstí 50°7′22″ s. š., 16°12′43″ v. d.                                     |       | Kostelecký meteorologický sloup byl postaven v přirozeném centru města na Palackého náměstí. Nachází se na chodníku před základní školou v blízkosti autobusové zastávky. Je 2,5 m vysoký a pravděpodobně pochází z třicátých let 20. století. |
| 49 | Velké Losiny                    |            | ul. Lázeňská 50°1′57″ s. š., 17°2′20″ v. d.                                           | 1933  | Meteorologický sloup vznikl zásluhou místního okrašlovacího spolku a lázeňské správy v roce 1933. Postaven byl u hostince „Altes Bad“. Velkou prosklenou vitrínu zakrývá výrazná měděná střecha ozdobená směrovkami a do oblouku prohnutou tyčí, která sloužila jako držák pro obloukovou lampu. Rekonstrukce objektu proběhla v roce 2014, při které se do vitríny vrátily meteorologické přístroje. |
| 50 | Police nad Metují               |            | v sadech Jana Bezděka 50°32′7″ s. š., 16°14′0″ v. d.                                  | 1934  | Povětrnostní sloup s prosklenou čtyřstěnnou skříní, originálními skleněnými žaluziemi a meteorologickými přístroji se nachází v sadech Jana Bezděka. Nechala ho na svůj náklad postavit v roce 1934 Městská spořitelna. Rekonstrukce objektu proběhla v roce 2009. |
| 51 | Choustníkovo Hradiště           |            | před bývalou školou 50°25′30″ s. š., 15°52′41″ v. d.                                  | 1935  | Meteorologický sloup před budovou bývalé základní školy byl postaven v roce 1935. Poslední rekonstrukce se dočkal v roce 2016 a vnitřek skříňky získal málokde vídané umělé osvětlení. |
| 52 | Mimoň (Q80438302)               |            | na křížení ul. Mírová a Nádražní 50°39′22″ s. š., 14°43′27″ v. d.                     |       | Funkcionalistický meteorologický sloup byl postaven v 30. letech 20. století na Školním náměstí (nyní v křížení ulic Nádražní a Mírová). Celkově převládá jednoduché pojetí stavby s užitím pravých úhlů. Připojená tabulka pod teploměrem v čelní části kiosku upomíná na provedenou rekonstrukci v roce 2000. |
| 53 | Frýdek-Místek                   |            | třída T. G. Masaryka, před školou 49°41′2″ s. š., 18°21′16″ v. d.                     |       | Od konce třicátých nebo začátku čtyřicátých let 20. století stojí meteorologický sloup před budovou Soukromé střední odborné školy Frýdek-Místek, s. r. o. (dříve německého gymnázia). |
| 54 | Slatiňany                       |            | park Jaromíra Johna 49°55′0″ s. š., 15°48′55″ v. d.                                   | 1958  | Meteorologický sloup v parku před základní školou byl zřízen na podporu vzdělávání v meteorologii asi v roce 1958. Drobnou stavbu projektoval slatiňanský architekt Gustav Schmoranz. Ve vitríně sloupu již několik desítek let chybí meteorologické přístroje. |
| 55 | Jáchymov                        |            | třída T. G. Masaryka, před lázeňskou budovou Agricola 50°21′38″ s. š., 12°56′1″ v. d. |       | Poměrně jednoduchý meteorologický sloup bez ozdobných prvků byl postaven na třídě T. G. Masaryka před historicky nejstarší lázeňskou budovou ve městě (Lázeňské centrum Agricola). Rekonstruován byl v 90. letech 20. století. |
| 56 | Rokycany                        |            | na rohu ulic Palackého a Josefa Knihy 49°44′30″ s. š., 13°35′35″ v. d.                |       | Jako náhrada za původní meteorologický sloup zbořený komunistickými budovateli byl v druhé polovině sedmdesátých let 20. století postaven nový objekt pro meteorologické přístroje na rohu ulic Palackého a Josefa Knihy (tehdy před Domem politické výchovy). Jeho tvar je jednoduchý s keramickým obkladem a rovnou střechou. Objekt má jen jednu vitrínu. |

## Stavby vzniklé po roce 1989
| č. | Sídelní útvar            | Fotografie | Poloha                                                                     | Vznik | Popis |
| -- | ------------------------ | ---------- | -------------------------------------------------------------------------- | ----- | --- |
| 57 | Nové Město nad Metují    |            | ul. U Zázvorky 50°20′42″ s. š., 16°9′5″ v. d.                              | 1992* | Meteorologický sloup s dřevěnou skříňkou na přístroje z roku asi 1992 v ulici U Zázvorky na krásném vyhlídkovém místě nad městem. Objekt je věrnou kopií původního meteorologického sloupu z roku 1906 (zvaného věžička či barometr), který se nacházel na levé straně přístupové cesty k zámku. |
| 58 | Lysá nad Labem           |            | ul. Sokolská 50°12′2″ s. š., 14°50′31″ v. d.                               | 1997  | Novodobý povětrnostní sloup stojí v parku před obchodním centrem poblíž ulice Sokolská od roku 1997. Stavbu dodala firma EUROLAB laboratorní a měřicí technika RNDr. Aleše Jiráska. Podoba šestibokého objektu vychází z dokumentace historické stavby povětrnostního kiosku v Králíkách. Základní meteorologické přístroje jsou elektronické, včetně srážkoměru a anemometru. Při rekonstrukci parku Štěpánky Rohanové v roce 2022 byl sloup odstraněn. |
| 59 | Bělá pod Bezdězem        |            | Masarykovo náměstí, městský park 50°30′6″ s. š., 14°48′15″ v. d.           | 2000  | Tzv. meteorologický stánek jako věrná kopie původního meteorologického sloupu v městském parku na bělském Masarykově náměstí. Po zániku prvního bělského meteorologického sloupu z roku 1903, byl na stejném místě kolem roku 1930 postaven na památku profesora zdejší školy, průkopníka mikroklimatologie a zakladatele české lesnické meteorologie dr. Emanuela Purkyně další meteorologický objekt (stánek). Ten na Masarykově náměstí sloužil do roku 1999, kdy musel být v důsledku havarijního stavu jeho lehké dřevěné konstrukce odstraněn. Pomocí uspořádané sbírky na obnovení sloupu se podařilo již v roce 2000 instalovat v parku na náměstí věrnou kopii původní stavby. |
| 60 | Karlovy Vary             |            | Mlýnské nábřeží, u altánu pramene Svobody 50°13′34″ s. š., 12°52′51″ v. d. | 2003  | Novodobý karlovarský meteorologický sloup vznikl v místě původního objektu v roce 2003. Jeho výrazná kloboukovitá střecha vytváří přístřešek. V roce 2008 byl opraven, ale v dalších letech sloužil už jen jako informační a reklamní kiosek bez meteorologických přístrojů. |
| 61 | Janské Lázně             |            | náměstí Svobody 50°37′51″ s. š., 15°46′54″ v. d.                           | 2004  | Novodobý meteorologický sloup s digitální technologií (automatickou meteorologickou stanicí) pro měření a zobrazování aktuálních a průměrných hodnot teploty, vlhkosti a tlaku vzduchu. Objekt vznikl v roce 2004 a stojí přibližně na místě původního povětrnostního sloupu na náměstí Svobody poblíž minerálního pramene „Prameník“. |
| 62 | Vsetín (2)               |            | Dolní náměstí 49°20′24″ s. š., 17°59′35″ v. d.                             | 2007  | Otočná plastika z brazilského granitu (žuly) s funkcí slunečních hodin a městské meteorologické stanice. Toto novodobé umělecké dílo „Planetka“ od vsetínského sochaře M. Machaly bylo umístěno na Dolním náměstí v roce 2007 na místo původního historického meteorologického sloupu. Planetka Vsetín ve skutečnosti ve vesmíru existuje, objevil ji v roce 1998 astronom Petr Pravec. Kamenná plastika vystavuje běžné meteorologické přístroje. |
| 63 | Třešť                    |            | Revoluční ulice 49°17′25″ s. š., 15°28′59″ v. d.                           | 2008  | Novodobý meteorologický sloup stojí na začátku náměstí T. G. Masaryka a přilehlé Revoluční ulice od roku 2008. Je ukázkou designérské tvorby ateliéru Albatros, Brno. Kromě meteorologických údajů vystavuje i monitor s informacemi o městě a okolí. Za duchovního otce zařízení je považován Ing. Stanislav Bartoš. |
| 64 | Čáslav                   |            | náměstí Jana Žižky z Trocnova 49°54′35″ s. š., 15°23′31″ v. d.             | 2011  | Novodobý meteorologický sloup je od 18. dubna 2011 na náměstí Jana Žižky z Trocnova. Autory návrhu jsou Ing. arch. Zdeněk Jirout a mistr uměleckých řemesel František Tesař. Inovativním provedením sloup připomíná profesionální žaluziovou budku, ovšem z větší části prosklenou. |
| 65 | Horní Blatná (Q94440184) |            | náměstí Svatého Vavřince 50°23′25″ s. š., 12°46′14″ v. d.                  | 2012  | Novodobý meteorologický sloup horském hornickém městečku Horní Blatná byl vztyčen partou přátel vedenou Milošem Dáňou 29. září 2012 v parku na náměstí Svatého Vavřince. Jedná se o nejvýše položený (novodobý) okrasný meteorologický kiosek na našem území (891 m n. m.). |
| 66 | Trutnov (Q112976363)     |            | u staré radnice, na začátku Horské ul. 50°33′40″ s. š., 15°54′46″ v. d.    | 2014  | Koncem listopadu 2014 byl na místě, kde přibližně stával původní meteorologický sloup (Krakonošovo náměstí směrem do ulice Horské), instalován jeho moderní náhradník. Použitá technologie, včetně LCD panelu, zpřístupňuje veřejnosti velké množství meteorologických údajů |
| 67 | Brno-Soběšice            |            | 49°16′9″ s. š., 16°37′42″ v. d.                                            | 2014  | Novodobý meteorologický sloup (sloupek) je od roku 2014 součástí lesní naučné stezky U jezírka, severně od Brna mezi obcemi Soběšice a Útěchov. Iniciátorem stezky a sloupku je školské zařízení pro environmentální vzdělávání Lipka. |
| 68 | Cítkov                   |            | ve středu osady 49°53′14″ s. š., 15°40′46″ v. d.                           | 2016  | Novodobý dřevěný meteorologický sloup na návsi v chatové osadě Cítkov v okrese Chrudim vytvořený místním řezbářem v roce 2016. |
| 69 | Štěměchy                 |            | v centru obce 49°11′33″ s. š., 15°42′52″ v. d.                             | 2020  | Novodobý návesní meteorologický sloup z roku 2020. Vznikl rámci úpravy veřejného prostranství v centru obce jako věrná kopie (až na korouhev a podstavec) čáslavského meteo sloupku z roku 2011. |
| 70 | Krásná Lípa              |            | Masarykova ul. 50°54′48″ s. š., 14°30′33″ v. d.                            | 2020  | Novodobý meteorologický sloup stojící přibližně na místě původního již neexistujícího objektu. Sloup je vyroben z cortenového plechu, jehož povrchovou úpravu tvoří zoxidovaná vrstva železa. Nalézá se na nově upraveném prostranství v centru města u bankomatu České spořitelny (ul. Masarykova). Kromě tradičních měření teploty, vlhkosti a tlaku vzduchu objekt nabízí informace o množství atmosférických srážek. |
| 71 | Velké Přílepy            |            | Park Jaroslava Řepky 50°9′38″ s. š., 14°18′41″ v. d.                       | 2021  | Objemný povětrnostní sloup z dílny tvůrce novodobých veřejných meteorologických stanic Aleše Jiráska byl postaven na okraji nově přejmenovaného Parku Jaroslava Řepky v centru obce. Kromě obvyklých meteorologických přístrojů pro měření teploty, vlhkosti a tlaku vzduchu je součástí čtyřbokého objektu veliká dotyková obrazovka prezentující informace obce. Vrchol střechy sloupu je zakončen otočnou korouhvičkou s vyznačenými symboly Velkých Přílep na praporku směrovky. Stavba stojí na spojnici v minulosti hojně pražskými výletníky využívané cesty mezi přívltavským Podmoráněm a hradem Okoř.                                                                         |